# Werner Heyndrickx

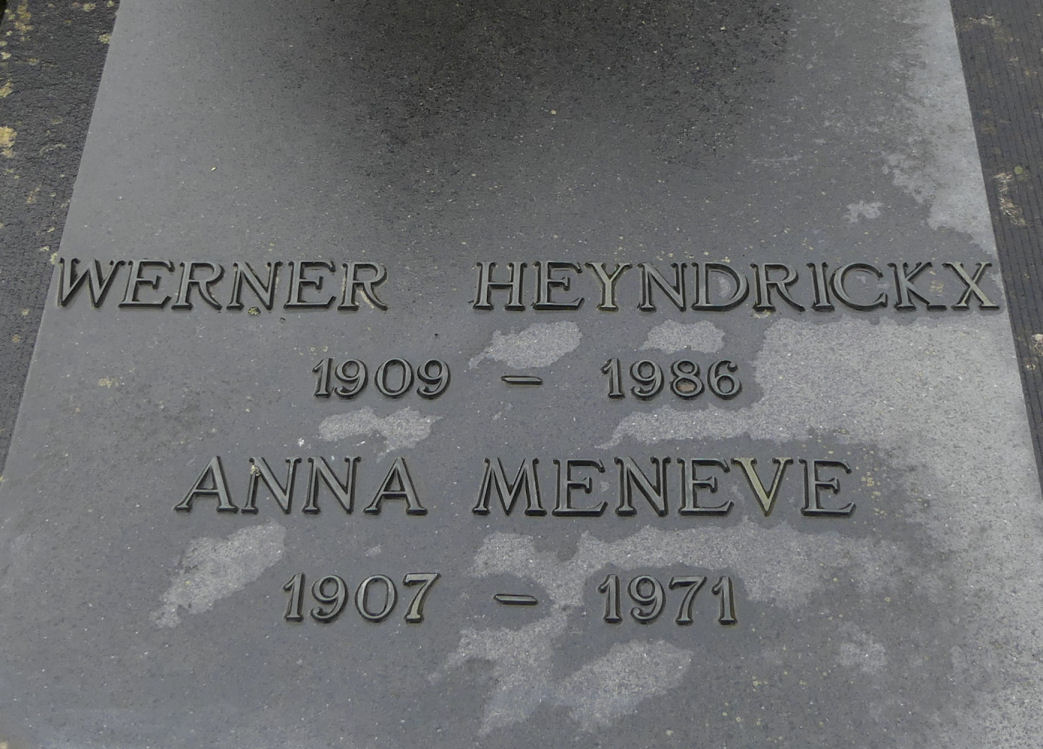
Grafzerk van Werner Heyndrickx-Meneve, kerkhof van Tereken.

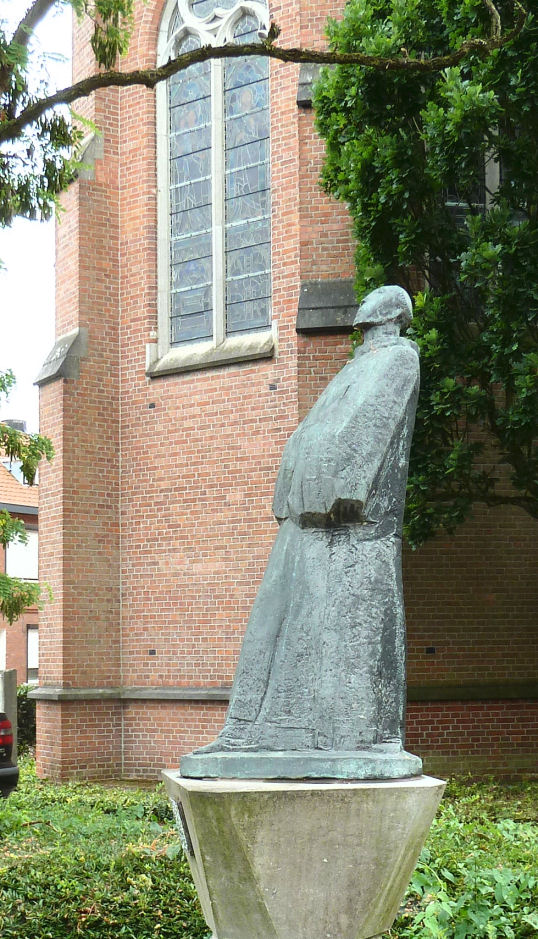
Contemplatie, kerk te Puivelde

Joannes Werner Maria Heyndrickx-Meneve (8 mei 1909 – Sint-Niklaas, 8 maart 1986) was een Belgisch steen- en beeldhouwer.

## Vorming
Heyndrickx was de zoon van art-decosteenkapper Josephus Cesar Heyndrickx-Pyl. De basis van zijn opleiding leerde hij in het atelier van zijn vader in de Sint-Antoniusstraat in Tereken. 
Hij beschreef zijn vorming tijdens een interview, waarin hij zijn beroepskeuze ook de wens van zijn vader was die hoopte dat zijn oudste zoon hem als professioneel steenhouwer zou opvolgen. Hierdoor ontwikkelde hij ook een voorliefde voor natuursteen. Hij leerde als knaap werken met verschillende materialen, waaronder hardsteen (voor architectuur), zachtsteen en hout (voor, interieur). Heyndrickx had kennis van de technieken die egyptenaren gebruikten om graniet te bewerken. 
Hij vervolgde zijn vorming in Antwerpen, waar hij mocht werken in het atelier van de Sint-Niklase steenhouwer Alfons De Cuyper. Daarna hij zich vervolmaakte aan het Nationaal Hoger Instituut voor Schone Kunsten, bij Josuë Dupon en ruim 7 jaar in het atelier van Ernest Wijnants.

## Beeldhouwer
In zijn latere leven ontwikkelde hij zijn eigen stijl om portretten te beeldhouwen, hij liet zich inspireren door Rodin, voor wie hij een diepe bewondering had.
Tijdens zijn leven was hij leerkracht beeldhouwen aan de stedelijke academie te Sint-Niklaas, waar hij verschillende jonge beeldhouwers vormde zoals Albert Seraphin De Smedt en Valeer Peirsman. Zijn werk is verschillende keren bekroond, waaronder met de Godecharleprijs.
Heyndrickx was lid van de Koninklijke Wase Kunstkring.

## Opus
- Familie, verzameling Stichting Kunst in de stad.[3]
- Apostelbeelden, Christus Koningkerk, Sint-Niklaas.
- Monumentaal beeld van een man (arduin), Sainctelettebrug te Brussel, in opdracht van zijn meester Wynants.[4]
- Portret in brons van burgemeester De Vidts.[5]
- Monument voor de Britse Bevrijders, Sint-Niklaas.
- Beeld O.L.V. van Vlaanderen, Paddeschoothof
- Samen met vader Joseph: monumentale grafzerk voor de familie Heyman met een crucifix uit marmer.

## Galerij

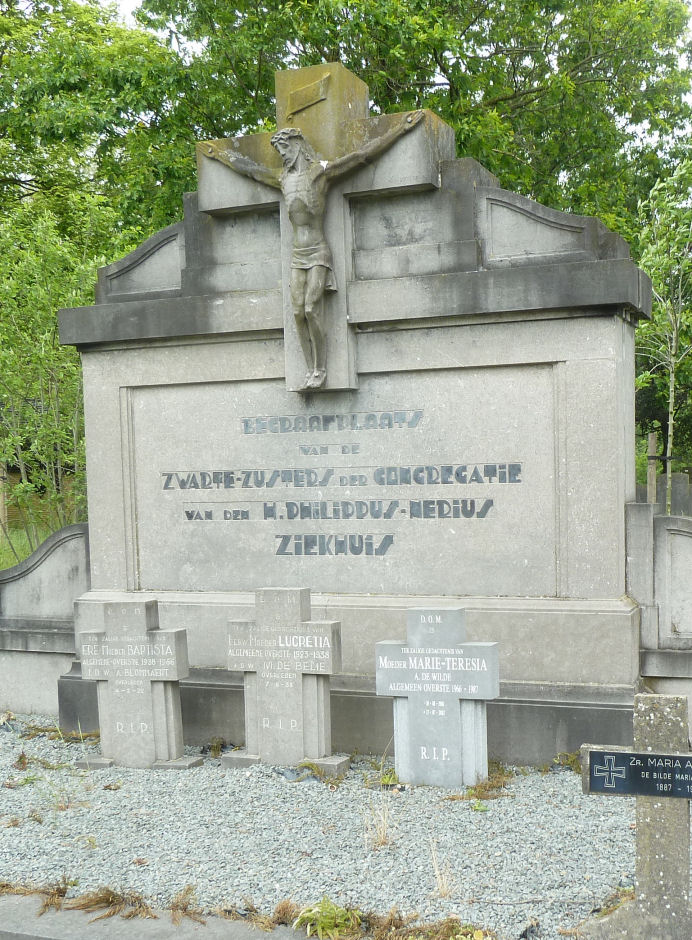
Grafzerk in Blauwe arduin
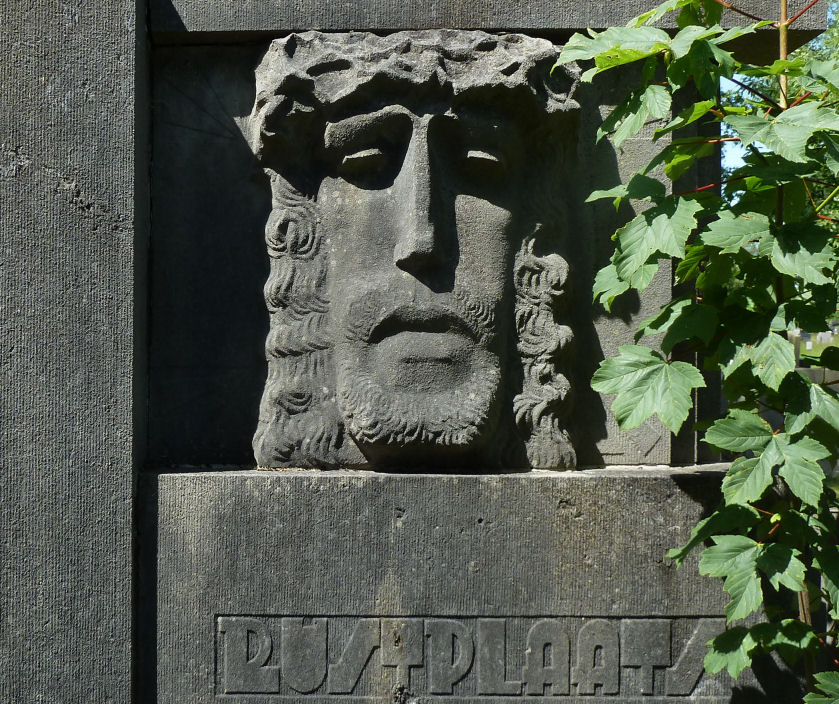
Grafzerk met bas relief in arduin, Tereken.
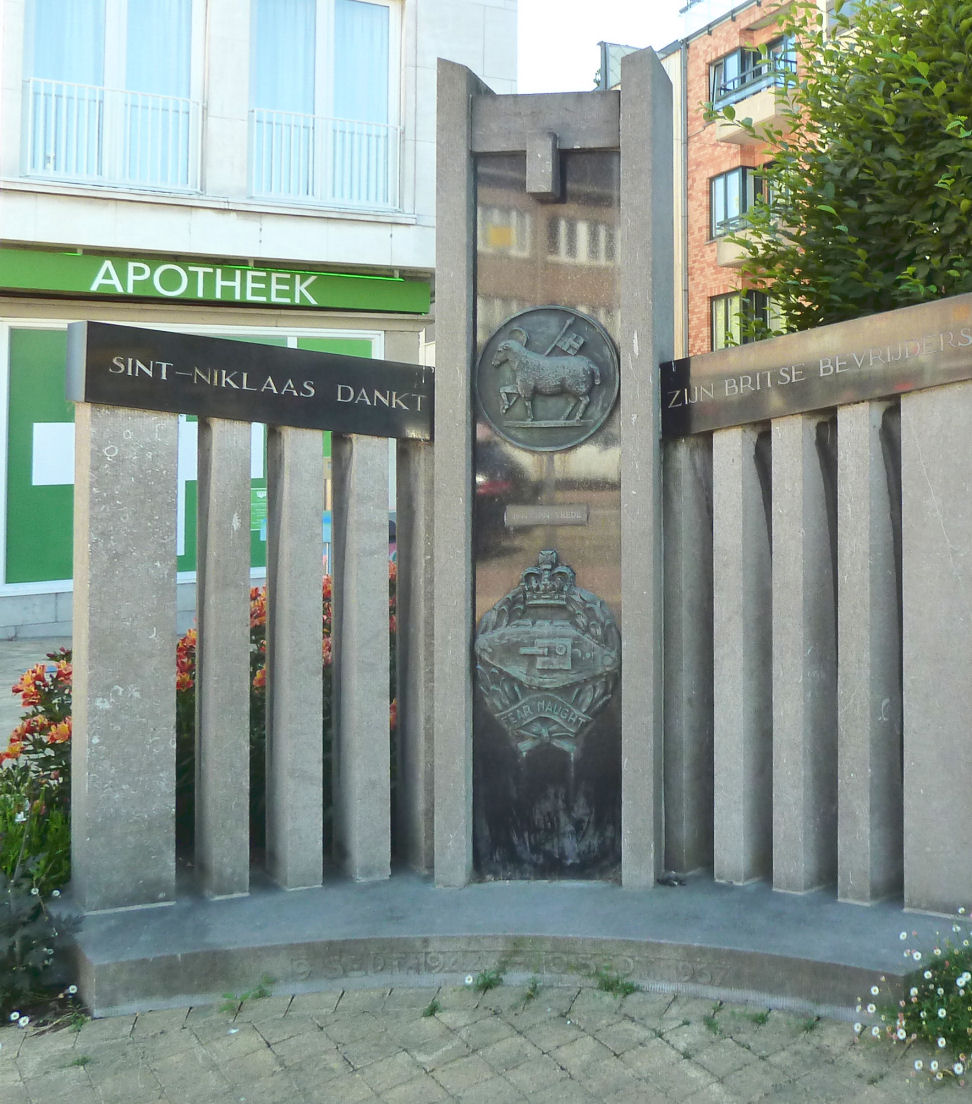
Monument Britse Strijders, blauwe arduin
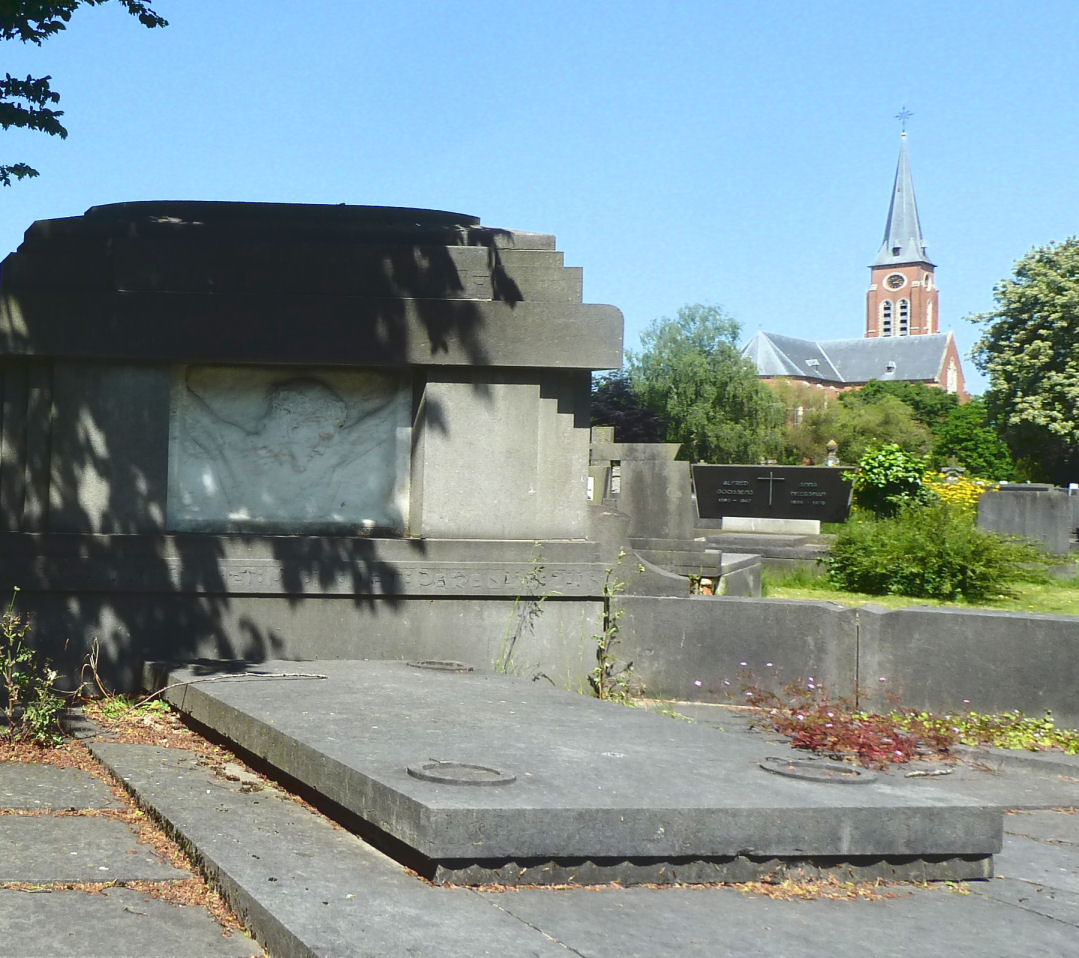
Crucifix uit Marmer, begraafplaats Tereken.
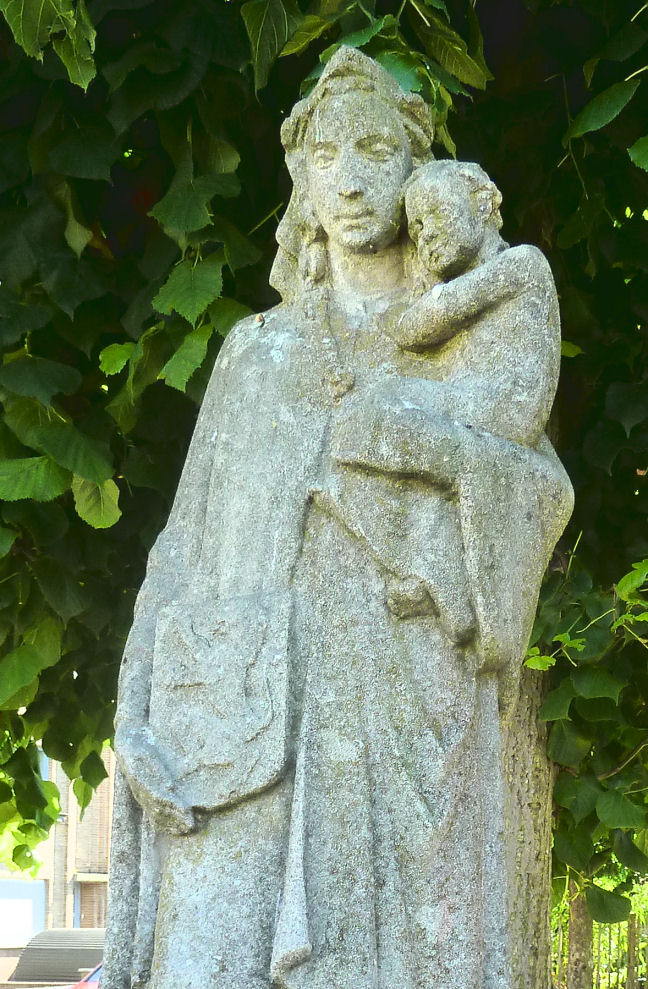
O.L.V. van Vlaanderen, Paddeschoothof
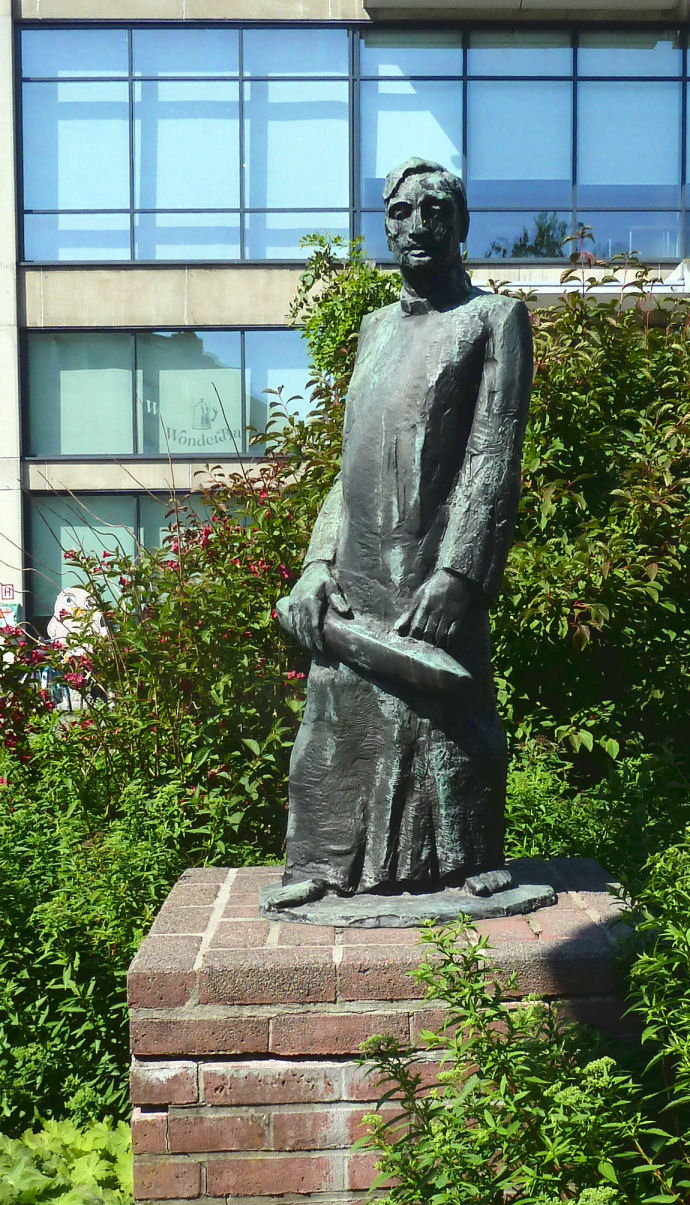
Bibliotheek Sint-Niklaas